# Stal Gorzów Wielkopolski (żużel) w sezonie 2011
Sezon 2011 był 45. Stali Gorzów Wielkopolski w ekstralidze i 64. w historii klubu.

## Rozgrywki

### Statystyki
Zasady klasyfikacji: minimum 1 start w rozgrywkach ekstraligi w sezonie 2011.
| Msc. | Żużlowiec        | Wiek | M. | B.  | Pkt. | Bon. | Razem | Śr. bieg. | KSM  |
| ---- | ---------------- | ---- | -- | --- | ---- | ---- | ----- | --------- | ---- |
| 2    | Tomasz Gollob    | 40   | 20 | 103 | 236  | 13   | 249   | 2,417     | 9,67 |
| 7    | Nicki Pedersen   | 34   | 19 | 98  | 201  | 11   | 212   | 2,163     | 8,65 |
| 13   | Matej Žagar      | 28   | 20 | 94  | 161  | 22   | 183   | 1,947     | 7,79 |
| 27   | Niels K. Iversen | 29   | 20 | 96  | 137  | 19   | 156   | 1,625     | 6,50 |
| 33   | Bartosz Zmarzlik | 16   | 18 | 69  | 94   | 7    | 101   | 1,464     | 5,86 |
| 43   | Łukasz Cyran     | 19   | 19 | 51  | 39   | 12   | 51    | 1,000     | 4,00 |
| nsk  | Artur Mroczka    | 22   | 10 | 35  | 30   | 9    | 39    | 1,114     | 4,46 |
| nsk  | Adrian Cyfer     | 16   | 1  | 3   | 3    | 0    | 3     | 1,000     | 2,50 |
| nsk  | Hans Andersen    | 31   | 10 | 32  | 26   | 8    | 34    | 1,063     | 4,25 |
| nsk  | Paweł Zmarzlik   | 21   | 2  | 6   | 1    | 0    | 1     | 0,167     | 2,50 |

Wiek według roku urodzenia. Żużlowcy do 21 lat - młodzieżowcy (inaczej juniorzy),
M. - liczba meczów, B. - liczba biegów, Pkt. - liczba punktów, Bon. - liczba bonusów,
Razem - suma Pkt. i Bon., Śr. bieg. - iloraz Razem przez B., KSM - iloczyn Śr. bieg. bez Bon. razy 4,
Msc. - miejsce na liście klasyfikacyjnej, nsk - żużlowiec niesklasyfikowany

### Enea Ekstraliga
| 1 runda 3 kwietnia 2011 | PGE Marma Rzeszów | 50:39 | Caelum Stal Gorzów Wielkopolski | Stadion Miejski w Rzeszowie Widzów: 8 500 Sędzia: Artur Kuśmierz |
| 1 runda 3 kwietnia 2011 | 9. Chris Harris 11 (2,3,2,2,2) 10. Matej Ferjan 2 (0,1,1,0) 11. Rafał Okoniewski 8 (3,0,2,3,w) 12. Maciej Kuciapa 9 (1,2,1,3,2) 13. Jason Crump 14 (2,3,3,3,3) 14. Łukasz Kret 2 (2,0,w) 15. Dawid Lampart 4 (3,1,0) | 50:39 | 1. Nicki Pedersen 11 (3,3,2,2,1) 2. Matej Žagar 5 (1,1,1,2) 3. Hans Andersen 2 (0,1,0,1) 4. Niels K. Iversen 9 (2,2,3,1,1) 5. Tomasz Gollob 11 (3,2,3,0,3,0) 6. Paweł Zmarzlik 1 (w,w,1) 7. Łukasz Cyran 0 (w,0,t) | Stadion Miejski w Rzeszowie Widzów: 8 500 Sędzia: Artur Kuśmierz |

| 2 runda 10 kwietnia 2011 | Caelum Stal Gorzów Wielkopolski | 48:42 | Włókniarz Częstochowa | Stadion im. Edwarda Jancarza Widzów: 13 500 Sędzia: Wojciech Grodzki |
| 2 runda 10 kwietnia 2011 | 9. Nicki Pedersen 8 (2,2,1,2,1) 10. Hans Andersen 4 (1,3,0,0) 11. Niels K. Iversen 9 (2,2,1,2,2) 12. Matej Žagar 8 (3,1,3,0,1) 13. Tomasz Gollob 14 (3,3,3,3,2) 14. Paweł Zmarzlik 0 (u,u,–) 15. Łukasz Cyran 5 (3,2,0) | 48:42 | 1. Peter Karlsson 7 (3,0,1,3,0) 2. Daniel Nermark 9 (0,3,2,1,3) 3. Artiom Łaguta 9 (1,1,2,2,3,0) 4. Grigorij Łaguta 11 (0,2,3,2,1,3) 5. Rafał Szombierski 1 (1,d) 6. Artur Czaja 4 (2,1,1) 7. Marcin Bubel 1 (1,0,0) | Stadion im. Edwarda Jancarza Widzów: 13 500 Sędzia: Wojciech Grodzki |

| 3 runda 25 kwietnia 2011 | Caelum Stal Gorzów Wielkopolski | 57:33 | Unia Leszno | Stadion im. Edwarda Jancarza Widzów: 14 300 Sędzia: Andrzej Terlecki |
| 3 runda 25 kwietnia 2011 | 9. Nicki Pedersen 15 (3,3,3,1,3,2) 10. Hans Andersen ZZ 11. Niels K. Iversen 12 (3,2,1,2,2,2) 12. Matej Žagar 9 (2,1,1,3,2) 13. Tomasz Gollob 14 (2,3,3,3,3,0) 14. Łukasz Cyran 2 (2,1,u) 15. Bartosz Zmarzlik 4 (3,1,0,0) | 57:33 | 1. Jarosław Hampel 10 (0,3,2,1,3,1) 2. Jurica Pavlic 9 (1,0,2,2,1,3) 3. Janusz Kołodziej 4 (0,1,2,0,1) 4. Damian Baliński 6 (1,2,0,0,3) 5. Troy Batchelor 1 (0,–,1) 6. Sławomir Musielak 0 (t,–,0) 7. Tobiasz Musielak 3 (1,2,0,0) | Stadion im. Edwarda Jancarza Widzów: 14 300 Sędzia: Andrzej Terlecki |

| 4 runda 1 maja 2011 | Azoty Tauron Tarnów | 41:49 | Caelum Stal Gorzów Wielkopolski | Stadion Miejski w Tarnowie Widzów: 8 000 Sędzia: Artur Kuśmierz |
| 4 runda 1 maja 2011 | 9. Krzysztof Kasprzak 12 (3,2,3,2,1,1) 10. Fredrik Lindgren 4 (1,1,1,1) 11. Bjarne Pedersen 3 (0,1,–,2) 12. Martin Vaculík 4 (2,t,2,0,0) 13. Sebastian Ułamek 17 (3,3,3,3,2,3) 14. Tadeusz Kostro 0 (d,0,0,0) 15. Łukasz Lesiak 1 (1,0,0) | 41:49 | 1. Nicki Pedersen 11 (2,2,2,3,2) 2. Artur Mroczka 4 (0,3,1,0) 3. Niels K. Iversen 8 (3,2,0,3,0) 4. Matej Žagar 8 (1,1,2,1,3) 5. Tomasz Gollob 10 (1,3,1,3,2) 6. Łukasz Cyran 4 (3,0,1) 7. Bartosz Zmarzlik 4 (2,2,0) | Stadion Miejski w Tarnowie Widzów: 8 000 Sędzia: Artur Kuśmierz |

| 5 runda 8 maja 2011 | Caelum Stal Gorzów Wielkopolski | 56:33 | Stelmet Falubaz Zielona Góra | Stadion im. Edwarda Jancarza Widzów: 15 000 Sędzia: Jerzy Najwer |
| 5 runda 8 maja 2011 | 9. Nicki Pedersen 11 (1,2,3,2,3) 10. Artur Mroczka 9 (3,3,1,2,0) 11. Niels K. Iversen 5 (2,1,1,1) 12. Matej Žagar 9 (1,0,3,3,2) 13. Tomasz Gollob 14 (2,3,3,3,3) 14. Łukasz Cyran 4 (2,2,0) 15. Bartosz Zmarzlik 4 (0,3,1) | 56:33 | 1. Andreas Jonsson 10 (2,2,1,3,0,2) 2. Jonas Davidsson 3 (0,3,0,0) 3. Greg Hancock 4 (0,2,0,1,1) 4. Rafał Dobrucki 3 (3,w) 5. Piotr Protasiewicz 7 (1,t,2,2,1,1) 6. Patryk Dudek 5 (3,w,0,2,0) 7. Adam Strzelec 1 (1,u,u) | Stadion im. Edwarda Jancarza Widzów: 15 000 Sędzia: Jerzy Najwer |

| 6 runda 22 maja 2011 | Betard Sparta Wrocław | 48:42 | Caelum Stal Gorzów Wielkopolski | Stadion Olimpijski we Wrocławiu Widzów: 5 000 Sędzia: Wojciech Grodzki |
| 6 runda 22 maja 2011 | 9. Kenneth Bjerre 5 (2,2,0,1) 10. Adam Shields 8 (1,1,3,3,0) 11. Tomasz Jędrzejak 11 (3,2,2,3,1) 12. Dennis Andersson 6 (1,w,3,2) 13. Piotr Świderski 10 (2,3,3,0,2) 14. Maciej Janowski 8 (3,2,2,1) 15. Patryk Malitowski 0 (0,0,0) | 48:42 | 1. Nicki Pedersen 10 (3,3,t,1,1,2) 2. Artur Mroczka 1 (0,1) 3. Niels K. Iversen 8 (2,2,2,2,0) 4. Matej Žagar 2 (d,1,1,d) 5. Tomasz Gollob 15 (3,3,d,3,3,3) 6. Łukasz Cyran 2 (2,0,w) 7. Bartosz Zmarzlik 4 (1,1,1,1,0) | Stadion Olimpijski we Wrocławiu Widzów: 5 000 Sędzia: Wojciech Grodzki |

| 7 runda 29 maja 2011 | Caelum Stal Gorzów Wielkopolski | 52:38 | Unibax Toruń | Stadion im. Edwarda Jancarza Widzów: 12 000 Sędzia: Piotr Lis |
| 7 runda 29 maja 2011 | 9. Matej Žagar 13 (1,3,3,3,3) 10. Niels K. Iversen 7 (3,1,1,2,0) 11. Nicki Pedersen 13 (3,3,2,3,2) 12. Artur Mroczka 1 (1,0,w,0) 13. Tomasz Gollob 10 (1,2,2,3,2) 14. Łukasz Cyran 2 (1,0,1) 15. Bartosz Zmarzlik 6 (3,2,1) | 52:38 | 1. Adrian Miedziński 3 (2,1,t,w) 2. Chris Holder 7 (w,2,3,0,1,1) 3. Ryan Sullivan 9 (2,3,0,1,3,0) 4. Michael J. Jensen 0 (0,0) 5. Rune Holta 11 (3,0,2,3,2,1) 6. Emil Pulczyński 7 (2,0,2,1,2) 7. Kamil Pulczyński 1 (d,–,1) | Stadion im. Edwarda Jancarza Widzów: 12 000 Sędzia: Piotr Lis |

| 8 runda 5 czerwca 2011 | Unibax Toruń | 50:40 | Caelum Stal Gorzów Wielkopolski | Motoarena Toruń Widzów: 10 551 Sędzia: Andrzej Terlecki |
| 8 runda 5 czerwca 2011 | 9. Chris Holder 11 (3,3,3,2,0) 10. Adrian Miedziński 8 (2,2,2,2,0) 11. Rune Holta 10 (3,2,1,1,3) 12. Michael J. Jensen 2 (0,0,2,0) 13. Ryan Sullivan 13 (1,3,3,3,3) 14. Kamil Pulczyński 1 (1,0,0) 15. Emil Pulczyński 5 (3,2,0) | 50:40 | 1. Nicki Pedersen 10 (1,3,2,d,2,2) 2. Artur Mroczka 0 (0) 3. Matej Žagar 3 (1,1,0,1) 4. Niels K. Iversen 9 (2,2,1,1,1,2) 5. Tomasz Gollob 12 (3,1,1,3,3,1) 6. Łukasz Cyran 0 (0,0) 7. Bartosz Zmarzlik 6 (2,0,0,3,1) | Motoarena Toruń Widzów: 10 551 Sędzia: Andrzej Terlecki |

| 9 runda 12 czerwca 2011 | Caelum Stal Gorzów Wielkopolski | 49:41 | Betard Sparta Wrocław | Stadion im. Edwarda Jancarza Widzów: 12 000 Sędzia: Artur Kuśmierz |
| 9 runda 12 czerwca 2011 | 9. Niels K. Iversen 7 (2,2,1,2,0) 10. Matej Žagar 9 (1,1,2,3,2) 11. Nicki Pedersen 10 (3,2,3,2,0) 12. Artur Mroczka 5 (2,1,1,1) 13. Tomasz Gollob 11 (3,2,2,1,3) 14. Bartosz Zmarzlik 5 (3,1,1) 15. Łukasz Cyran 2 (2,0,0) | 49:41 | 1. Kenneth Bjerre 13 (3,3,3,2,0,2) 2. Lasse Bjerre 0 (0,0) 3. Tomasz Jędrzejak 5 (1,3,0,0,1) 4. Dennis Anderson 4 (0,1,3,0) 5. Piotr Świderski 10 (1,3,2,3,1) 6. Maciej Janowski 8 (t,2,0,0,3,3) 7. Patryk Malitowski 1 (1,–,0) | Stadion im. Edwarda Jancarza Widzów: 12 000 Sędzia: Artur Kuśmierz |

| 10 runda 1 lipca 2011 | Stelmet Falubaz Zielona Góra | 50:40 | Caelum Stal Gorzów Wielkopolski | Stadion Żużlowy w Zielonej Górze Widzów: 15 000 Sędzia: Andrzej Terlecki |
| 10 runda 1 lipca 2011 | 9. Greg Hancock 13 (1,2,2,3,2,3) 10. Rafał Dobrucki ZZ 11. Andreas Jonsson 14 (3,3,3,2,2,1) 12. Jonas Davidsson 5 (0,1,1,1,1,1) 13. Piotr Protasiewicz 12 (2,3,2,1,2,2) 14. Patryk Dudek 5 (3,1,1) 15. Adam Strzelec 1 (1,0,0) | 50:40 | 1. Nicki Pedersen 13 (2,2,3,3,0,3) 2. Hans Andersen 0 (0,0,–,0) 3. Niels K. Iversen 5 (2,2,0,1) 4. Matej Žagar 5 (1,1,3,0) 5. Tomasz Gollob 14 (3,3,3,3,2,–) 6. Bartosz Zmarzlik 0 (t,d,0,0,0) 7. Łukasz Cyran 3 (2,1,0) | Stadion Żużlowy w Zielonej Górze Widzów: 15 000 Sędzia: Andrzej Terlecki |

| 11 runda 26 czerwca 2011 | Caelum Stal Gorzów Wielkopolski | 51:39 | Tauron Azoty Tarnów | Stadion im. Edwarda Jancarza Widzów: 10 500 Sędzia: Jerzy Najwer |
| 11 runda 26 czerwca 2011 | 9. Nicki Pedersen 11 (3,3,2,3,d) 10. Artur Mroczka 1 (0,1,0,u) 11. Matej Žagar 11 (1,2,2,3,3) 12. Niels K. Iversen 7 (0,1,3,2,1) 13. Tomasz Gollob 14 (2,3,3,3,3) 14. Bartosz Zmarzlik 4 (3,0,1) 15. Łukasz Cyran 3 (2,1,0) | 51:39 | 1. Bjarne Pedersen 4 (1,0,1,2) 2. Fredrik Lindgren 10 (2,3,2,2,1) 3. Krzysztof Kasprzak 10 (2,2,3,1,2) 4. Martin Vaculík 8 (3,1,1,1,2) 5. Sebastian Ułamek 6 (3,2,1,0,0) 6. Tadeusz Kostro 1 (1,0,0) 7. Łukasz Lesiak 0 (t,w,w) | Stadion im. Edwarda Jancarza Widzów: 10 500 Sędzia: Jerzy Najwer |

| 12 runda 3 lipca 2011 | Unia Leszno | 50:40 | Caelum Stal Gorzów Wielkopolski | Stadion im. Alfreda Smoczyka Widzów: 6 500 Sędzia: Jerzy Najwer |
| 12 runda 3 lipca 2011 | 9. Janusz Kołodziej 9 (2,1,3,2,1) 10. Adam Skórnicki 5 (1,3,1,0,0) 11. Troy Batchelor 11 (2,3,3,3,u) 12. Edward Kennett 2 (1,0,1,0) 13. Jarosław Hampel 15 (3,3,3,3,3) 14. Tobiasz Musielak 3 (1,t,2) 15. Kamil Adamczewski 5 (3,1,1) | 50:40 | 1. Nicki Pedersen 10 (3,2,2,1,2) 2. Artur Mroczka 1 (0,1) 3. Niels K. Iversen 6 (d,2,1,u,1,2) 4. Matej Žagar 11 (3,0,2,2,3,1) 5. Tomasz Gollob 10 (2,2,2,1,3) 6. Bartosz Zmarzlik 2 (2,0,0,0) 7. Łukasz Cyran 0 (u,w,–) | Stadion im. Alfreda Smoczyka Widzów: 6 500 Sędzia: Jerzy Najwer |

| 13 runda 17 lipca 2011 | Włókniarz Częstochowa | 46:44 | Caelum Stal Gorzów Wielkopolski | Arena Częstochowa Widzów: 10 000 Sędzia: Wojciech Grodzki |
| 13 runda 17 lipca 2011 | 9. Grigorij Łaguta 12 (3,2,2,2,3) 10. Artiom Łaguta 9 (1,1,3,1,3) 11. Peter Karlsson 5 (1,0,2,2) 12. Rafał Szombierski 6 (2,3,1,0,0) 13. Daniel Nermark 10 (2,3,3,2,u) 14. Artur Czaja 0 (0,0,0) 15. Marcin Bubel 4 (3,0,1) | 46:44 | 1. Nicki Pedersen 10 (2,2,2,3,1) 2. Hans Andersen 2 (0,1,1) 3. Matej Žagar 6 (3,2,0,0,1) 4. Niels K. Iversen 4 (d,d,1,1,2) 5. Tomasz Gollob 17 (3,3,3,3,3,2) 6. Łukasz Cyran 1 (1,0) 7. Bartosz Zmarzlik 4 (2,1,0,1) | Arena Częstochowa Widzów: 10 000 Sędzia: Wojciech Grodzki |

| 14 runda 4 sierpnia 2011 | Caelum Stal Gorzów Wielkopolski | 51:39 | PGE Marma Rzeszów | Stadion im. Edwarda Jancarza Widzów: 8 500 Sędzia: Artur Kuśmierz |
| 14 runda 4 sierpnia 2011 | 9. Tomasz Gollob 12 (3,3,3,3,w) 10. Artur Mroczka 4 (0,1,2,1) 11. Niels K. Iversen 7 (3,1,1,1,1) 12. Hans Andersen 7 (1,2,2,2,d) 13. Matej Žagar 10 (2,3,3,2,u) 14. Bartosz Zmarzlik 8 (3,0,3,2) 15. Łukasz Cyran 3 (2,1,0) | 51:39 | 1. Chris Harris 11 (2,3,1,2,2,1) 2. Maciej Kuciapa 1 (1,0,–,0) 3. Rafał Okoniewski 7 (d,1,0,3,3) 4. Lee Richardson 5 (2,2,1,0) 5. Jason Crump 14 (3,2,2,3,1,3) 6. Dawid Lampart 1 (1,0,0,0) 7. Łukasz Kret 0 (0,–,0) | Stadion im. Edwarda Jancarza Widzów: 8 500 Sędzia: Artur Kuśmierz |

| 15 runda 14 sierpnia 2011 | Unia Leszno | 39:51 | Caelum Stal Gorzów Wielkopolski | Stadion im. Alfreda Smoczyka Widzów: 14 000 Sędzia: Piotr Lis |
| 15 runda 14 sierpnia 2011 | 9. Janusz Kołodziej 5 (0,0,–,2,1,2) 10. Edward Kennett 1 (1,0,–,–,–,0) 11. Troy Batchelor 12 (1,3,3,1,2,2,d) 12. Kamil Adamczewski ZZ 13. Jarosław Hampel 17 (3,3,2,3,2,3,1) 14. Paweł Urbański 0 (u,u,–) 15. Tobiasz Musielak 4 (2,1,t,1,0) | 39:51 | 1. Matej Žagar 12 (2,2,2,3,3) 2. Niels K. Iversen 7 (3,1,1,1,1) 3. Tomasz Gollob 12 (2,2,3,2,3) 4. Hans Andersen 1 (t,1,0) 5. Nicki Pedersen 11 (2,1,3,3,2) 6. Bartosz Zmarzlik 7 (3,3,0,1,0) 7. Łukasz Cyran 1 (1,0,0) | Stadion im. Alfreda Smoczyka Widzów: 14 000 Sędzia: Piotr Lis |

| 16 runda 21 sierpnia 2011 | Caelum Stal Gorzów Wielkopolski | 56:33 | Unia Leszno | Stadion im. Edwarda Jancarza Widzów: 14 000 Sędzia: Leszek Demski |
| 16 runda 21 sierpnia 2011 | 9. Matej Žagar 9 (3,2,3,1,t) 10. Niels K. Iversen 9 (2,1,2,2,2) 11. Tomasz Gollob 10 (2,2,2,2,2) 12. Hans Andersen 5 (1,3,1,0) 13. Nicki Pedersen 11 (2,2,1,3,3) 14. Bartosz Zmarzlik 8 (3,2,3) 15. Łukasz Cyran 4 (2,1,1,0) | 56:33 | 1. Janusz Kołodziej 3 (1,0,0,0,1,1) 2. Adam Skórnicki 0 (0,–,–,0) 3. Troy Batchelor 11 (3,1,3,1,u,2,1) 4. Kamil Adamczewski ZZ 5. Jarosław Hampel 18 (3,3,3,3,3,3) 6. Marcin Nowak 1 (1,0,0,t,w,0) 7. Tobiasz Musielak 0 (0,0,d) | Stadion im. Edwarda Jancarza Widzów: 14 000 Sędzia: Leszek Demski |

| 17 runda 11 września 2011 | Caelum Stal Gorzów Wielkopolski | 27:19 | Stelmet Falubaz Zielona Góra | Stadion im. Edwarda Jancarza Widzów: 14 500 Sędzia: Artur Kuśmierz |
| 17 runda 11 września 2011 | 9. Tomasz Gollob 4 (1,3) 10. Hans Andersen 3 (3,0) 11. Matej Žagar 0 (d,0) 12. Niels K. Iversen 6 (3,3) 13. Nicki Pedersen 8 (3,3,2) 14. Bartosz Zmarzlik 4 (3,1) 15. Łukasz Cyran 2 (u,1,1) | 27:19 | 1. Andreas Jonsson 6 (2,1,3) 2. Grzegorz Zengota 0 (u,–,d) 3. Greg Hancock 0 (u,d) 4. Jonas Davidsson 4 (2,2) 5. Piotr Protasiewicz 6 (2,2,2) 6. Patryk Dudek 1 (t,1) 7. Kacper Rogowski 2 (2,u) | Stadion im. Edwarda Jancarza Widzów: 14 500 Sędzia: Artur Kuśmierz |

| 18 runda 21 września 2011 | Stelmet Falubaz Zielona Góra | 54:36 | Caelum Stal Gorzów Wielkopolski | Stadion Żużlowy w Zielonej Górze Widzów: 15 000 Sędzia: Piotr Lis |
| 18 runda 21 września 2011 | 9. Andreas Jonsson 10 (1,2,2,2,1,2) 10. Grzegorz Zengota 11 (3,0,3,1,1,3) 11. Greg Hancock ZZ 12. Jonas Davidsson 10 (3,3,1,1,2,0) 13. Piotr Protasiewicz 13 (3,2,3,3,0,2) 14. Patryk Dudek 5 (2,1,2) 15. Adam Strzelec 5 (3,2,0) | 54:36 | 1. Tomasz Gollob 11 (2,1,0,2,3,3) 2. Hans Andersen 1 (0,–,–,–,1) 3. Matej Žagar 13 (1,3,2,3,3,1) 4. Niels K. Iversen 1 (0,1,0,0) 5. Nicki Pedersen 8 (w,2,1,2,3,0) 6. Łukasz Cyran 0 (0,–,0) 7. Bartosz Zmarzlik 2 (1,1,0,0) | Stadion Żużlowy w Zielonej Górze Widzów: 15 000 Sędzia: Piotr Lis |

| 19 runda 25 września 2011 | Caelum Stal Gorzów Wielkopolski | 60:30 | Unibax Toruń | Stadion im. Edwarda Jancarza Widzów: 9 200 Sędzia: Jerzy Najwer |
| 19 runda 25 września 2011 | 9. Tomasz Gollob 12 (3,2,2,3,2) 10. Hans Andersen 1 (0,1,–,–) 11. Matej Žagar 10 (2,2,3,3,0) 12. Niels K. Iversen 10 (3,3,1,2,1) 13. Nicki Pedersen 10 (3,3,1,1,2) 14. Bartosz Zmarzlik 14 (3,3,3,3,2) 15. Adrian Cyfer 3 (1,1,1) | 60:30 | 1. Chris Holder 7 (2,1,0,1,3) 2. Michael J. Jensen 1 (1,0,–,0) 3. Adrian Miedziński 8 (1,2,1,2,1,1) 4. Rune Holta 0 (0,w,0,0) 5. Ryan Sullivan 12 (2,3,2,2,0,3) 6. Kamil Pulczyński 2 (2,w,0,0) 7. Bartosz Pietrykowski 0 (0,–,0) | Stadion im. Edwarda Jancarza Widzów: 9 200 Sędzia: Jerzy Najwer |

| 20 runda 2 października 2011 | Unibax Toruń | 50:40 | Caelum Stal Gorzów Wielkopolski | Motoarena Toruń Widzów: 6 308 Sędzia: Andrzej Terlecki |
| 20 runda 2 października 2011 | 9. Chris Holder 12 (3,3,1,2,3,0) 10. Michael J. Jensen 10 (2,2,3,1,1,1) 11. Adrian Miedziński 10 (1,2,3,1,3) 12. Emil Pulczyński ZZ 13. Ryan Sullivan 13 (3,2,3,3,2) 14. Kamil Pulczyński 4 (2,0,0,2,d) 15. Bartosz Pietrykowski 1 (1,0,0) | 50:40 | 1. Tomasz Gollob 9 (1,3,2,2,1) 2. Artur Mroczka 4 (0,1,1,2,u) 3. Matej Žagar 8 (2,3,1,0,2) 4. Niels K. Iversen 1 (0,1,0,0) 5. Nicki Pedersen 10 (1,3,1,2,3) 6. Bartosz Zmarzlik 8 (3,2,0,3) 7. Adrian Cyfer 0 (0,–,0) | Motoarena Toruń Widzów: 6 308 Sędzia: Andrzej Terlecki |

### Bilans meczów
| Runda    | 1 | 2 | 3 | 4 | 5 | 6 | 7 | 8 | 9 | 11 | 10 | 12 | 13 | 14 | 15 | 16 | 17 | 18 | 19 | 20 |
| Miejsce  | W | D | D | W | D | W | D | W | D | D  | W  | W  | W  | D  | W  | D  | D  | W  | D  | W  |
| Rezultat | P | Z | Z | Z | Z | P | Z | P | Z | Z  | P  | P  | P  | Z  | Z  | Z  | Z  | P  | Z  | P  |
| Pozycja  | 7 | 5 | 2 | 2 | 2 | 3 | 2 | 3 | 3 | 3  | 3  | 3  | 3  | 3  | 3  | 3  | 2  | 4  | 3  | 3  |

Legenda:       runda zasadnicza: kolejki 1–14;       play-off: kolejki 15–20;       1. miejsce;       2. miejsce;       3. miejsce;       baraż o prawo startu w ekstralidze w 2012 roku;       spadek
D – mecz rozgrywany u siebie; W – mecz rozgrywany na wyjeździe; Z – zwycięstwo; P – przegrana; R – remis